# علاقة تناظرية

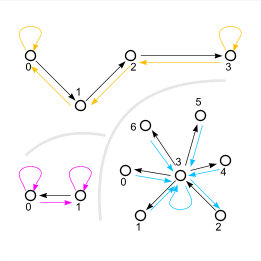

في الرياضيات، علاقة ثنائية R معرفة على مجموعة ما X, هي علاقة تناظرية إذا توفر ما يلي بالنسبة لأي عنصرين a و b من المجموعة X : إذا كان a مرتبطا ب b بواسطة العلاقة R, فإن b مرتبط ب a. وبتعبير رياضي:
{\displaystyle \forall a,b\in X,\ aRb\Rightarrow \;bRa.}